# Конвой H
Конвой H — японський конвой періоду Другої світової війни, проведення якого до Нової Гвінеї відбувалось у лютому 1943 року.
У січні 1943-го японське командування організувало транспортування особового складу та матеріальних запасів до розташованого на Новій Гвінеї поселення Манокварі (північно-східний кут півострова Чендравасіх). Уперше японці висадились тут ще 12 квітня 1942-го, тепер же було вирішено доправити сюди 8-й будівельний загін. 13 січня 1943-го транспортні судна Мйоко-Мару та Хакусан-Мару вийшли з Йокогами та в районі Йокосуки (обидва порти — на виході з Токійської затоки) приєднались до прибережного конвою № 7113А, що до того складався з одного транспорту під охороною торпедного човна «Тідорі». 16 січня він прибув до Куре, а наступного дня Мйоко-Мару та Хакусан-Мару перейшли до Мііке. 18 січня під ескортом есмінця «Мінадзукі» вони вирушили звідси до Палау (важливий транспортний хаб у західній частині Каролінських островів), куди прибули 24 січня.
3 лютого 1943-го транспорти вийшли з Палау як конвой «H» та без ескорту попрямували на південь. Наступної доби до них приєднався тральщик W-20, що забезпечував їх охорону на другій ділянці маршруту. 5 лютого конвой успішно прибув до Манокварі, і того ж дня W-20 вирушив до Рабаулу.
Далі шляхи суден розійшлись. Хакусан-Мару, після того, як вивантажило 741 пасажира та передало 100 тонн вугілля на мінний загороджувач «Вакатака», вже 8 лютого покинуло Манокварі. 11 числа воно прибуло до Веваку — головної японської бази на північному узбережжі Нової Гвінеї за 1100 км на схід від Манокварі, облаштування якої почалось у грудні 1942-го та якраз перебувало в активній стадії (операція «Хей № 3 Го»). Тут судно перебувало до 20 лютого та вивантажило 754 пасажири, зброю, будівельні матеріали та 70 тонн вугілля (ще 40 тонн передали на рятувальне судно «Одзіма» (Ojima), а 75 тонн на мінний загороджувач «Ширатака»). 23 лютого Хакусан-Мару прибуло на Палау.
Мйоко-Мару вийшло з Манокварі лише 17 лютого, через дві доби відвідало порт Голландія (нині Джаяпура), а 20 лютого прибуло до Веваку. Тут воно перебувало ще три доби, після чого попрямувало на Палау, куди прийшло 27 лютого 1943-го.